# PPCnetwork
A PPCnetwork egy online hirdetési hálózat, mely a magyarországi piac 4 legismertebb szöveges hirdetési hálózatát, a Google AdWordsöt, a CTnetworköt, a Facebookot és az ETARGET-et fogja össze. A rendszerben az elszámolás kattintás alapon (pay per click) történik.

## Szolgáltatások
- ppc kampányok lebonyolítása
- keresőoptimalizálás
- keresőmarketing
- webanalitika

## Minősítések
- Google AdWords Certified Partner
- CTnetwork Top Rated Partner
- Google Analytics IQ

## Külső hivatkozások
- A PPCnetwork hivatalos weboldala